# Biogasmotor
Ein Biogasmotor ist ein Motor, der dauerhaft mit Biogas als Treibstoff betrieben werden kann. Er wird in der Regel als Teil eines Blockheizkraftwerks eingesetzt, um mit Bioenergie Strom und Wärme zu erzeugen. Motoren, die mit Biomethan (gereinigtem Biogas) betrieben werden, fallen nicht unter diese Bezeichnung, da diese technisch den Erdgasmotoren gleich sind.

## Motortypen
Als Biogasmotoren können sowohl von Dieselmotoren abgeleitete Zündstrahlmotoren als auch auf Gas umgerüstete Benzin-Ottomotoren verwendet werden.
Die zentrale Herausforderung für Biogasmotoren ist, dass der brennbare Anteil im Biogas (das Methan) bei nur 50–75 % liegt und teilweise deutlich schwankt. Zudem können erhebliche Mengen an potenziell motorschädigenden Inhaltsstoffen vorliegen (Wasser, Schwefelwasserstoff). Während Gas-Otto-Motoren Biogas ab einer Methankonzentration von 45 % direkt verbrennen können, benötigen Zündstrahlmotoren immer eine gewisse Menge an Zündöl, haben dafür jedoch einen höheren thermischen Wirkungsgrad als Gas-Otto-Motoren. In Deutschland dürfen Biogasmotoren maximal 10 % Zündöl einsetzen. Moderne Zündstrahlmotoren kommen jedoch mit 2 % Zündöl aus. Bei seit 2007 in Betrieb gegangenen Anlagen muss auch das Zündöl aus Nachwachsenden Rohstoffen hergestellt sein, damit der erzeugte Strom nach dem Erneuerbare-Energien-Gesetz (EEG) vergütet wird.
Außer diesen am weitesten verbreiteten Techniken eignen sich weitere Motortypen zur Erzeugung von Kraft und Wärme aus Biogas. Die Mikrogasturbine, bei der Strom über einen schnell laufenden Generator erzeugt wird, der direkt mit einer Turbine gekoppelt ist, benötigt weniger Wartung als die klassischen Verbrennungsmotoren und erzeugt ein höheres Temperaturniveau der Abwärme, erreicht jedoch vergleichsweise geringe elektrische Wirkungsgrade bei hohem Investitionsaufwand. In der Praxis bisher nicht verbreitet ist der Kurbelschlaufenmotor, ein Zweitaktmotor mit Scotch-Yoke-Kurbeltrieb (Kurbelschlaufe) statt Pleuel.

## Einsatzbereiche
In der Regel werden Biogasmotoren im Rahmen der kombinierten Strom- und Wärmeerzeugung in Blockheizkraftwerken in direkter Nähe zu Biogasanlagen betrieben. Der erzeugte Strom wird im Rahmen des Erneuerbare-Energien-Gesetzes (EEG) direkt in das öffentliche Netz eingespeist. Ein Teil der Wärme wird als Prozesswärme für den Betrieb der Biogasanlage benötigt, der Großteil steht jedoch als nutzbare Wärmeenergie zur Erzeugung von Warmwasser, Heizungswärme, Prozesswärme oder zur Klimatisierung zur Verfügung. Befinden sich die Wärmeabnehmer nicht in unmittelbarer Nähe der Biogasanlage, werden Biogasmotoren auch bis zu mehrere Kilometer entfernt von der Biogasanlage betrieben. In diesem Fall wird das Gas mit einer Biogasleitung (Mikrogasnetz) zum Biogasmotor transportiert.
Wird Biogas in Motoren zum Antrieb von Kraftfahrzeugen genutzt, so handelt es sich dabei um aufbereitetes Biogas (Biomethan). Dieses erfüllt die Qualitätsanforderungen für Erdgas, so dass es in herkömmlichen Erdgasmotoren eingesetzt werden kann.